# José María Palacios y Soto Zárate
José María Palacios y Soto Zárate (San Felipe, c. 1784-¿1859?) fue un militar y político chileno. Participó en la guerra de Independencia de Chile y más tarde se desempeñó como parlamentario en representación de la antigua provincia de Colchagua.

## Biografía

### Familia
Fue hijo de Alonso Joaquín Palacios del Pozo, oriundo de San Felipe, y María de los Dolores Soto Ortiz y Zárate, nació por 1784 y se avecindó en San Fernando en 1804. Se casó cuatro años más tarde con Josefa Velasco y de los Reyes, miembro de una familia militar colchagüina.

### Carrera militar
En 1808, Palacios comenzó a servir de teniente en el Regimiento de Caballería de Milicias Urbanas de San Fernando. Al mismo tiempo fue nombrado alcalde de la ciudad. Sobre su participación en la Independencia de Chile señaló en 1859: 

Hallándome en este grado, Chile entró en el gran plan de emancipación de la España; yo gozaba de una posición social por mis antecedentes, por fortuna que disponía y por haberme enlazado en una de las principales familias de aquella provincia; por todos estos antecedentes en mi concepto, halagüeños, me decidí a ser uno de los primeros empresarios de la independencia.

En abril de 1812, José Miguel Carrera decreta ascenderlo del grado de ayudante mayor a capitán de la séptima compañía del regimiento. Junto a José María Vivar, resistió la invasión del general Parejas. En 1814, tras la reconquista española de Chile, su casa y chacra en San Fernando, además de sus ganados en Chépica, fueron embargados. En 1815 fue tomado prisionero y liberado el 12 de febrero de 1817, tras la batalla de Chacabuco. En noviembre de 1817 era gobernador de San Fernando. El 4 de febrero de 1818, Luis de la Cruz le entrega el grado de coronel del regimiento de milicias de Colchagua. Consagrada la independencia de Chile, sirvió como magistrado entre 1818 y 1822, y luego como jefe del regimiento de caballería de San Fernando.
El director supremo Bernardo O'Higgins, por decreto del 23 de junio de 1818 le confirió el grado de coronel de Ejército. Por su participación como combatiente en la batalla de Maipú, en diciembre de ese año se le hizo acreedor de una medalla de oro. El 10 de octubre de 1822 es nombrado nuevamente gobernador de San Fernando.
Más adelante, tras finalizar su carrera política, se dedicó al comercio, fracasando en ello; como consecuencia, debió vender la hacienda del Sauce y sus propiedades en San Fernando. En 1859 solicita a la Cámara de Diputados de Chile el reconocimiento de sus servicios a la patria mediante el pago de un sueldo mensual como jubilación.

### Carrera política
Palacios representó a Colchagua en la Asamblea Provincial de Santiago, entre el 29 de marzo y el 3 de abril de 1823. En ese mismo año representó a la misma zona como diputado propietario en el Congreso General Constituyente, integrando la Comisión Permanente de Agricultura, Industria, Comercio, Minas y Estadística.
Entre el 10 de noviembre de 1824 y el 11 de mayo de 1825 le correspondió ser diputado propietario por Colchagua en el Congreso General de la Nación. Sin embargo, no se incorporó, aludiendo a su mala salud.
Tras la creación de la provincia de Colchagua en 1826, participó en la Asamblea Provincial de Colchagua entre el 7 de diciembre de 1826 y enero de 1828. Aunque fue diputado propietario en el Congreso General Constituyente de ese último año, no se incorporó al órgano.
Entre el 6 de agosto de 1828 y el 31 de enero de 1829 fue senador por Colchagua, en el primer período legislativo del Congreso Nacional de Chile. Sin embargo, no se incorporó al Senado por no haber recibido citación, y luego, por enfermedad.

## Legado
En septiembre de 2012, como parte del programa de fiestas patrias de la ciudad de San Fernando, se inauguró un monumento en honor de Palacios en la avenida que lleva su nombre.